# Abierto Mundial (snooker)
El World Open es un torneo profesional de snooker de ranking mundial. A lo largo de su historia, el torneo ha experimentado numerosas renovaciones y cambios de nombre. Comenzó en 1982 como el Professional Players Tournament, pero durante la mayor parte de las décadas de 1980 y 1990 fue conocido como el Grand Prix. Entre 2001 y 2003 se renombró como LG Cup, antes de volver a llamarse Grand Prix hasta 2010. Desde entonces, se conoce como el World Open.
En 2006 y 2007, el torneo se jugó en un formato único de liguilla, más parecido a los torneos de fútbol y rugby que a los sistemas de eliminación directa habituales en el snooker. El formato de eliminación directa regresó en 2008 con un sorteo similar al estilo de la FA Cup. Este sorteo aleatorio fue abandonado tras la edición de 2010. Judd Trump es el actual campeón, habiendo ganado el torneo en las dos últimas ediciones, en 2019 y 2024.

## Historia
El torneo fue creado en 1982 como el Professional Players Tournament por la World Professional Billiards and Snooker Association, con el objetivo de añadir otro evento de clasificación junto con el International Open. Anteriormente, solo el Campeonato Mundial otorgaba puntos de clasificación. En la final, Ray Reardon venció a Jimmy White por 10-5, llevándose el primer premio de £5,000. Reardon se convirtió en el ganador de mayor edad de un torneo de clasificación, con 50 años y 14 días, un récord que aún mantiene.
En 1984, Rothmans comenzó a patrocinar el torneo, cambiando su nombre a Grand Prix y trasladando su sede al Hexagon Theatre en Reading. Desde entonces, el torneo ha tenido diferentes patrocinadores y sedes. Entre los patrocinadores anteriores se encuentra LG Electronics, que asumió el patrocinio en 2001 y renombró el torneo como LG Cup. Después de que LG retirara su patrocinio, el nombre Grand Prix fue recuperado en 2004 y patrocinado por totesport. Entre 2006 y 2008, el evento fue patrocinado por Royal London Watches.
El torneo se celebró en el Preston Guild Hall en 1998, al inicio de la temporada de snooker, y continuó allí hasta 2005 (excepto en 2000, cuando se trasladó una única vez a Telford). En 2005, el total de premios alcanzó £400,000, con £60,000 para el ganador.
En su formato original, el torneo tenía una estructura más plana que la mayoría de los eventos, con los mejores 32  jugadores entrando directamente en la fase de los últimos 64. En otros torneos, solo quedaban 16 jugadores cuando los clasificados entre los puestos 17-32 entraban en competencia, enfrentándose luego a los 16 mejores en la siguiente fase. Este formato ahora solo se utiliza para el Campeonato Mundial.
Estos factores hicieron que fuese más común ver resultados sorprendentes en este torneo que en la mayoría de los demás, con jugadores como Dominic Dale, Marco Fu, Euan Henderson y Dave Harold llegando inesperadamente a las finales. Aproximadamente la mitad de las veces que se ha disputado el torneo, un jugador fuera del top 16 ha llegado a la final. Pocos de ellos se han convertido en estrellas consistentes, aunque Stephen Hendry y John Higgins lograron sus primeros títulos de clasificación en este evento. Además, a lo largo de los años, muchos jugadores del top 16 fueron eliminados en las primeras etapas del torneo. Un caso extremo fue el evento de 1996, en el que trece de los dieciséis primeros cabezas de serie no alcanzaron los cuartos de final. Las semifinales incluyeron un enfrentamiento entre dos jugadores del top 16 (Mark Williams y John Parrott) y otro entre dos jugadores no clasificados (Euan Henderson y Mark Bennett). Con las victorias de Bennett y Henderson en los dos primeros partidos de cuartos, un finalista sorpresa estaba garantizado incluso antes de terminar los cuartos de final.
El evento se trasladó a Escocia, al A.E.C.C. en Aberdeen, en 2006, e introdujo un formato completamente nuevo. Los jugadores se dividieron en grupos (8 grupos de 8 en la fase clasificatoria, 8 grupos de 6 en la fase final) y jugaron una vez contra cada uno de los demás jugadores de su grupo. Los dos mejores de cada grupo avanzaban; desde los octavos de final en adelante, se jugaba en formato de eliminación directa.
Este formato dio lugar a varios resultados inesperados. Jugadores poco conocidos, como Ben Woollaston, Jamie Jones e Issara Kachaiwong, lograron pasar las fases clasificatorias, mientras que estrellas como Graeme Dott, Stephen Hendry y Shaun Murphy no superaron la fase de grupos.
El formato se ajustó ligeramente en 2007 tras las quejas (notablemente de Dennis Taylor) de que el sistema era demasiado aleatorio. La duración de los partidos aumentó de al mejor de 5 a al mejor de 7, para dar más oportunidades a los jugadores mejores de imponerse. También se modificó el criterio de desempate para jugadores empatados en victorias: la diferencia de frames pasó a tener prioridad sobre los resultados directos entre los jugadores empatados. Curiosamente, bajo el formato de 2007, Jamie Cope, subcampeón de 2006, habría sido eliminado en la fase de grupos, ya que derrotó al tercer clasificado Michael Holt pero tenía una diferencia de frames inferior.
El evento de 2007 tuvo menos sorpresas, aunque el campeón del mundo de 2006, Graeme Dott, el campeón del mundo de 1997, Ken Doherty, el campeón defensor Neil Robertson, el siete veces campeón del mundo Stephen Hendry, el seis veces campeón del mundo Steve Davis, el dos veces campeón del mundo Mark Williams y el finalista del campeonato mundial de 2007, Mark Selby, fueron eliminados en la fase de grupos. El formato no se mantuvo en 2008 debido a la disminución de la venta de entradas en las rondas iniciales.
En 2008, el torneo se trasladó al Scottish Exhibition and Conference Centre (SECC) en Glasgow y volvió a un formato de eliminación directa sin rondas de liguilla. Sin embargo, a partir de los octavos de final, los enfrentamientos se determinaron mediante un sorteo al estilo de la FA Cup, en lugar de emparejar automáticamente a los jugadores de mayor rango (o sus vencedores) contra los de menor rango. En 2009, el evento continuó celebrándose en Glasgow, pero en un lugar diferente, el Kelvin Hall.
Tras la adquisición de la World Professional Billiards and Snooker Association por Barry Hearn, el Grand Prix fue reformado y renombrado como World Open. El evento ofreció a los amateurs la oportunidad de competir junto a los profesionales. Los jugadores amateurs debían ganar 3 partidos para clasificarse al cuadro principal. El 9 de enero de 2012 se anunció que el World Open se celebraría durante los próximos cinco años en Haikou, en la isla de Hainan. En noviembre de 2014, se anunció que el torneo no se llevaría a cabo en la temporada 2014/2015, después de que no se renovara el contrato con el promotor y no se encontrara un nuevo lugar a tiempo. El evento regresó en la temporada 2016/2017 y actualmente se celebra en Yushan. Entre 2020 y 2023, el torneo no se disputó debido a la pandemia de COVID-19.
La temporada 2024 marcó el regreso del World Open Championship tras su suspensión durante la pandemia. En el partido final, Judd Trump, de Inglaterra, se impuso al jugador local Ding Junhui con un marcador de 10–4, consolidando su título de campeón vigente.

## Ediciones
| Año                                    | Ganador                                | Finalista                              | Marcador                               | Lugar del evento                                      |
| World Open (ranking, 2010)             | World Open (ranking, 2010)             | World Open (ranking, 2010)             | World Open (ranking, 2010)             | World Open (ranking, 2010)                            |
| -------------------------------------- | -------------------------------------- | -------------------------------------- | -------------------------------------- | ----------------------------------------------------- |
| 2010                                   | Neil Robertson                         | Ronnie O'Sullivan                      | 5-1                                    | Scottish Exhibition and Conference Centre             |
| Haikou World Open (ranking, 2012-2014) |                                        |                                        |                                        |                                                       |
| 2012                                   | Mark Allen                             | Stephen Lee                            | 10-1                                   | Estadio de la ciudad de Haikou                        |
| 2013                                   | Mark Allen                             | Matthew Stevens                        | 10-4                                   | Hainan International Convention And Exhibition Center |
| 2014                                   | Shaun Murphy                           | Mark Selby                             | 10-6                                   | Hainan International Convention And Exhibition Center |
| World Open (ranking, 2016-actualidad)  |                                        |                                        |                                        |                                                       |
| 2016                                   | Ali Carter                             | Joe Perry                              | 10-8                                   | Yushan No.1 Middle School                             |
| 2017                                   | Ding Junhui                            | Kyren Wilson                           | 10-3                                   | Yushan No.1 Middle School                             |
| 2018                                   | Mark Williams                          | David Gilbert                          | 10-9                                   | Yushan No.1 Middle School                             |
| 2019                                   | Judd Trump                             | Thepchaiya Un-Nooh                     | 10-5                                   | Yushan Sport Centre                                   |
| 2020-2023                              | Canceladas por la pandemia de COVID-19 | Canceladas por la pandemia de COVID-19 | Canceladas por la pandemia de COVID-19 | Canceladas por la pandemia de COVID-19                |
| 2024                                   | Judd Trump                             | Ding Junhui                            | 10-4                                   | Yushan Sport Centre                                   |
| 2025                                   | John Higgins                           | Joe O'Connor                           | 10-6                                   | Yushan Sport Centre                                   |